# 何祗
何祗（？—？），字君肅，三國時期蜀漢官員。

## 生平
何袛最開始只是楊洪幕僚，由於他才幹出眾，舉為郡吏，後為督軍從事，當時諸葛亮嚴刑峻法，暗中聽說何袛好色放縱，失職，於是前去考察他的司法判決，大家都很擔心何袛的安危，何袛知曉後，夜間張燈點火，會見囚犯審案、看狀紙，全部背誦在心，諸葛亮早晨前往督導，何袛對答如流，無所凝滯，諸葛亮對於何祗的能力感到訝異，很快受到諸葛亮的提拔，數年就當上廣漢太守。何袛任廣漢太守時，楊洪還是蜀郡太守。每次朝會時，何袛總是坐在楊洪旁邊。有一次，楊洪揶揄何袛說：「你怎麼騎馬那麼快？」何袛回答：「我是您的故吏，怎敢超越您？只不過您沒有鞭策馬匹罷了。」眾人將此當作笑談。
張嶷家貧，有次患上重病，因為知曉何袛為人慷慨，雖然與他並不熟稔，仍自行驅車前往何袛處，請託他花錢為自己治病，何祗也用盡資產為他延醫治療，數年後終於病癒。
何祗擔任汶山太守時，深得境內漢民及少數民族敬重；到何祗調任廣漢太守後，汶山少數民族因不安發動叛亂，非要何祗擔任當地太守不可。最後朝廷折衷讓何祗的親族繼任，才平息風波。後何袛轉任犍為太守，於四十八歲時去世。

## 軼事
何袛曾任成都令兼任出缺的郫縣令，兩縣接近首府，人口眾多、罪案頻生。何袛每次斷案，常常懶散睡覺，但醒來總能抓到罪犯，眾人畏懼何袛的能力，還有人認為他可能會法術，人人都不敢欺騙他。
何祗一日夢見他家的井里長出一棵桑樹，於是找趙直占卜。趙直說：“桑樹並不是井裡生長的東西，而且‘桑’字（古作‘桒’）是四個‘十’字下加一個‘八’字，你的壽命恐怕過不了四十八歲。”何祇笑著說：“能有四十八歲壽命，已經足夠了。”後人用「生桑之夢」比喻死期將至。